# Cryptostegia grandiflora
Espèce
Cryptostegia grandiflora , appelée aussi Liane de Gatope en Nouvelle-Calédonie, et Rubber Vine en anglais, est une espèce de plante grimpante pérenne ligneuse originaire du sud-ouest de Madagascar. C'est une adventice très importante dans le nord de l'Australie, parfois considéré en fait comme la pire plante invasive de l'Australie. Elle a été introduite dans la plupart des régions tropicales et subtropicales par l'être humain à cause de la beauté de ses fleurs et que le latex qu'elle produit pouvait être utilisé pour la confection de caoutchouc. Elle est maintenant naturalisée dans les Caraïbes, dans l'est de l'Afrique, île Maurice, l'Inde, l'Asie du Sud-Est, l'Amérique latine, le sud des États-Unis, les Fidji et la Nouvelle-Calédonie. 
Les graines germent après les premières pluies de la saison des pluies, mais la croissance est lente au début de cette saison. Néanmoins, si la plante dispose d'assez d'eau, elle grandit de cinq mètres en un mois. Elle fleurit puis donne des fruits après la fin de la saison des pluies. Les graines sont dispersées par le vent et les inondations, ceci étant important en Australie où les rivières connaissent d'importantes inondations.

## Description

### Aspect général

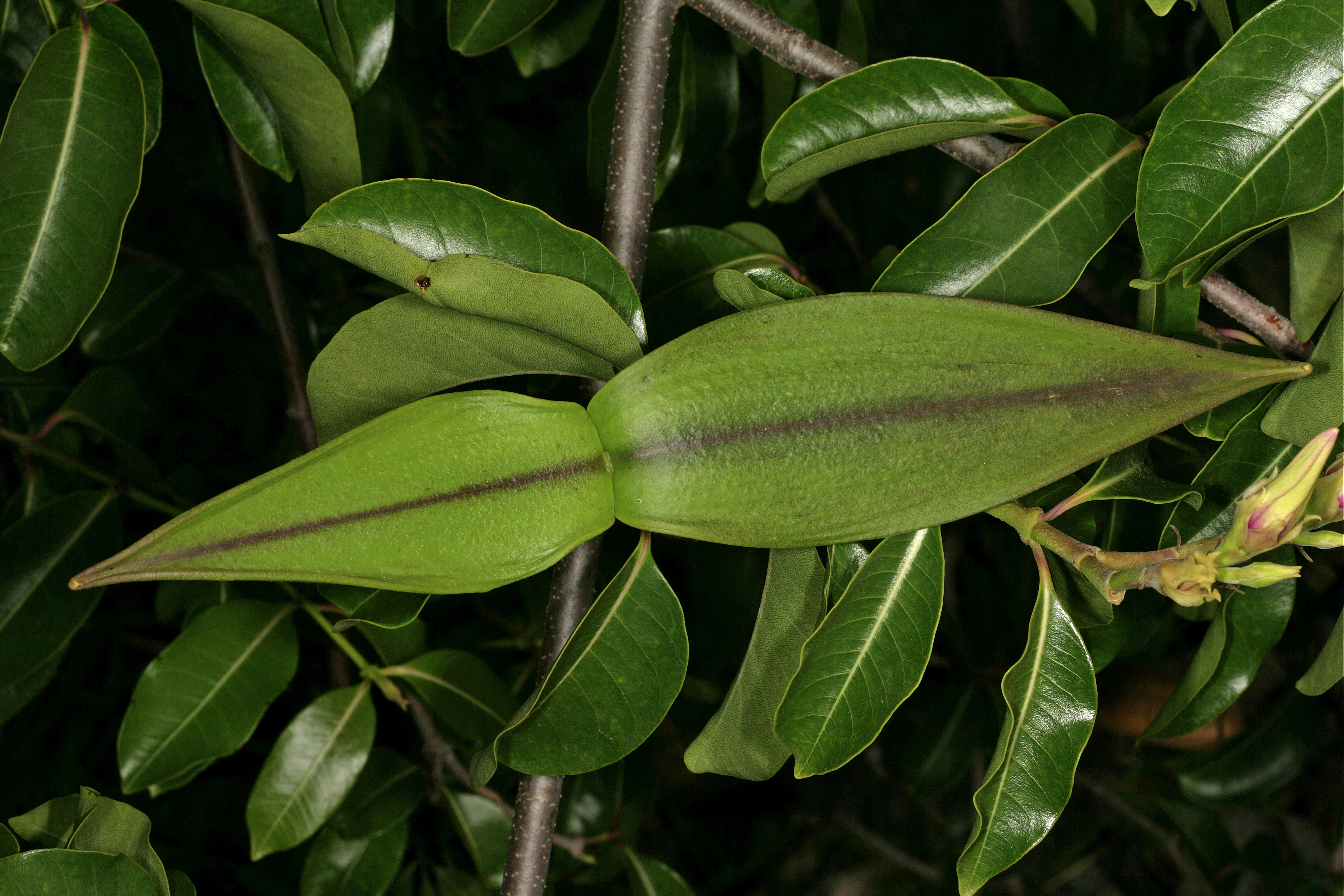
Capsules jumelles de Cryptostegia grandiflora.

En culture, Cryptostegia grandiflora peut atteindre deux mètres de haut comme un arbuste, mais, s'il pousse adossé à un autre végétal, il peut atteindre 30 mètres de long.
La plante pourrait vivre jusqu'à 80 ans.

### Feuilles
Les feuilles sont simples, opposées, elliptiques à ovales. La marge est en coin et le sommet obtus. Elles mesurent entre 6 et 10 centimètres de long.

### Fleurs
Les fleurs sont des trompettes roses à mauves à 5 pétales.

### Fruits
Les fruits sont des capsules jumelles qui mesurent jusqu'à 15 centimètres de longueur. Quand elles s'ouvrent, de nombreuses graines aux poils soyeux et blancs s'en échappent et se dispersent par anémochorie. Une capsule peut contenir 200 à 250 graines.

## Distribution
Cette plante préfère les régions où les pluies annuelles atteignent entre 400 et 1 400 millimètres, et elle est bien adaptée aux régions de mousson. L'espèce peut supporter des pluies annuelles jusqu'à 2000 millimètres mais la germination est optimale dans un régime de pluie égal ou inférieur à 400 millimètres[réf. souhaitée].

## Caractère envahissant

### En Australie
Cryptostegia grandiflora pourrait envahir un large territoire en Australie, allant des environs de Coen dans la péninsule du Cap York jusqu'à Port Hedland dans le Pilbara, mais l'espèce ne s'est pas encore étendue au-delà du Queensland[réf. souhaitée]. Il est une menace majeure pour les forêts surplombant les rivières dans le nord de l'Australie, car il peut étouffer et tuer les arbres en grimpant sur eux et en masquant la lumière du soleil. Il peut faire la même chose dans les savanes boisées loin des cours d'eau. 
La grande variabilité dans les précipitations et le ruissellement caractéristique du centre du Queensland (quatre fois celle des autres pays où l'espèce a été introduite) explique certainement la prolifération de Cryptostegia grandiflora[réf. souhaitée]. 

### En Nouvelle-Calédonie
L'espèce a été introduite en Nouvelle-Calédonie au début XXe siècle pour le lancement d'une filière caoutchouc finalement avortée, ainsi que pour l'ornement. Elle infeste désormais de grands espaces dans le secteur de Ouaco, où elle forme des fourrés denses, s'appuyant sur la végétation locale qu'elle prive de lumière. Le Code de l'environnement de la Province Sud interdit l’introduction dans la nature de cette espèce ainsi que sa production, son transport, son utilisation, son colportage, sa cession, sa mise en vente, sa vente ou son achat.

### Moyens de lutte
Le contrôle de cette espèce s'est appuyé sur l'importation d'organismes à partir de son habitat dans le sud-ouest de Madagascar, dont le plus important est une rouille, un organisme mycologique pathogène, Maravalia cryptostegiae. Dans certaines régions, près de Charters Towers, cette rouille a infecté la plupart des pieds de Cryptostegia grandiflora, mais son effet n'a pas été suffisant pour enrayer la propagation de la plante vers l'ouest. Un papillon de nuit, Euclasta whalleyi, a été évalué en 1988 mais ne s'est pas avéré très efficace. L'accès difficile de la plupart des Cryptostegia grandiflora rend l'utilisation de moyens de contrôle mécaniques ou chimiques difficile à mettre en place.

## Toxicité
Cryptostegia grandiflora est très toxique pour tous les animaux : moins de 10 g de feuilles peuvent tuer un cheval de 400 kg en environ six jours, il est également très toxique pour les bovins, les ovins et les caprins. Toutefois, il est extrêmement désagréable au goût et ne provoque la mort en saison sèche lorsque l'herbe verte est très rare. 